# Romen
Romen foi um rei (mencey) guanche que reinou na menceyato de Daute em Tenerife (Ilhas Canárias).
Com a chegada de Alonso Fernández de Lugo a Tenerife em 1494, Romen aliado com o rei Bencomo contra a invasão espanhola. Após derrotas consecutivas, Romen deu o seu território na primavera de 1496. Após a rendição, Romen foi apresentado aos Reis Católicos.
A data eo local de sua morte é desconhecida, ela pode ter sido levado como escravo e transferidos para a República de Veneza. Outros autores consideram que, apesar de pertencer à facção da guerra, pode ser libertado sob supervisão, mas fora da ilha de Tenerife.